# Pterostichus awashimaensis
Pterostichus awashimaensis es una especie de escarabajo terrestre del género Pterostichus, categorizada en la tribu Pterostichini, de la subfamilia Harpalinae. Fue descrita por Sasakawa & Itô en 2022.

## Distribución
Se distribuye por Asia: Japón.